# 萨克拉
萨克拉（法語：Saclas，法語發音：[sakla] ⓘ）是法国法兰西岛大区埃松省的一个市镇，属于埃唐普区。

## 地理
萨克拉（48°21'35"N, 2°7'31"E）面积13.66 平方千米，位于法国法蘭西島大區埃松省，该省份为法国北部内陆省份，北起上塞纳省和马恩河谷省，西接厄尔-卢瓦省和伊夫林省，南至卢瓦雷省，东临塞纳-马恩省。
与萨克拉接壤的市镇（或旧市镇、城区）包括：埃唐普、圣西尔拉里维耶尔、布瓦西拉里维耶尔、吉莱尔瓦勒、勒梅雷维卢瓦。

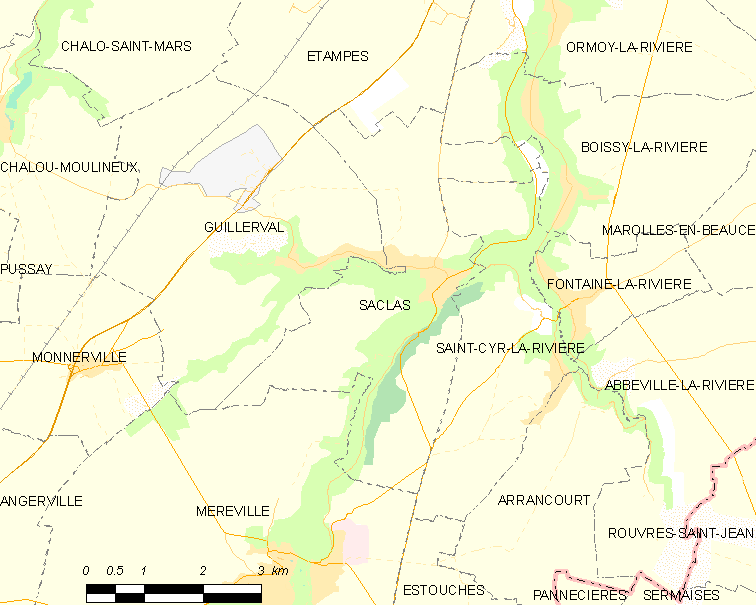
萨克拉的OSM定位图

萨克拉的时区为UTC+01:00、UTC+02:00（夏令时）。

## 行政
萨克拉的邮政编码为91690，INSEE市镇编码为91533。

## 政治
萨克拉所属的省级选区为埃唐普县。

## 人口

1962-2008年间萨克拉人口变化图示

萨克拉于2022年1月1日时的人口数量为1857人。